# 二硅化铬
二硅化铬是一种无机化合物，化学式为CrSi2。二硅化铬可由无水氯化亚铬作为前体，在高温下与硅反应制得。用金属钾在高温下还原氯化铬和氟硅酸钠的混合物也能得到二硅化铬。